# 李寶嘉
李寶嘉（1867年—1906年），又名寶凱，字伯元，號南亭亭長。江蘇武進人。秀才、晚清報人、小說家。
先後創辦《指南報》《遊戲報》《世界繁華報》，著有《庚子國變彈詞》《中國現在記》《官場現形記》《文明小史》《活地獄》《海天鴻雪記》等十多種佳作。對於清朝末年的官場及社會上的種種腐朽現象，以嬉笑怒罵之筆，繪影繪聲，揭露無遺，受到各界人士的歡迎，發行頗廣。甚至根據《中國小説史略》和史料，魯迅也説他所辦的報紙「為偕嘲罵之文，記注倡優起居」和「命意在於匡世」。他是晚清上海小報的創始人，後來仿效者甚多，紛紛辦起保種小報，但都沒有他辦的報紙發行量大。
代表作品《庚子國變彈詞》、《官場現形記》等等。也有人稱其為「小報界鼻祖」。

## 生平
同治六年丁卯年生於清朝的山東。三歲喪父，隨母住堂伯父李翼清家。少有才名，精於書畫篆刻、金石音韻，又從傳教士學習英文，在光緒十七年（1891年）鄉試第一名考取秀才，但是終生未能中舉。其後在光緒十八年（1892年），堂伯翼清辭官回鄉，寶嘉一家跟隨堂伯從山東返回常州。而後年，堂伯翼清在常州去世。
三十歲青壯年時，正值清朝多難之時。鴉片戰爭戰敗，對外戰爭接連失利，不斷割地賠款。戊戌變法又因光緒帝急於求成，跳過慈禧任命袁世凱，結果做成戊戌政變，變法失敗。慈禧太后又對洋務和變法改觀，深信毓賢，藉義和團排外，釀成了八國聯軍之役，和十一國簽下《辛丑條約》。清朝的剝削，的殘酷，的腐敗，的黑暗，使青壯年時的李寶嘉不勝憂憤，思圖改革，詩中勇筆寫下：「世界昏昏成黑暗，未知何日放光明？書生一掬傷時淚，誓灑大千救眾生。」年方三十青壯的李寶嘉和張芷韻創辦下中國報刊史上最早的小報《指南報》，自己作為主編，揭露時弊，勸善懲惡。又獨自創辦上海著名小報《遊戲報》和《世界繁華報》。李寶嘉又也擔任《繡像小說》半月刊主編。
三十六歲，光緒二十七年（1901年），清政府舉辦經濟特科，一種臨時設立的特別考試。必須有相當資歷，並經有聲望的官員保薦，方才有資格參加這種考試。考取後，立即就做官。李寶嘉在上海寫小説成了名， 鄉侍郎曾慕濤保薦他參加經濟特科考試。他卻加以拒絕，無去考試，人們讚揚李寶嘉志趣高尚。
四十歲，光緒三十二年丙午年（1906年），李寶嘉因肺病在上海逝世，身後孑然，無子息，只能由上海名伶孫菊仙為他料理後事。在《世界繁華報》連載的名著《官場現形記》，原計劃寫120回，但因肺病病故上海，部份故事內容由歐陽巨源補綴至六十回。《活地獄》寫至第39回，病重停筆，第40至42回即為吳趼人所續。 《海天鴻雪記》也亦未寫完。《中國現在記》也只寫了12回，未完。

## 作品
李寶嘉先後寫成《庚子國變彈詞》、《官場現形記》、《文明小史》、《中國現在記》、《活地獄》、《海天鴻雪記》，以及《李蓮英》、《海上繁華夢》、《南亭筆記》、《南亭四話》、《滑稽叢話》、《塵海妙品》、《奇書快睹》、《醒世緣彈詞》等書十多種。其中《官場現形記》更是晚清譴責小説的代表作，留名青史。其思想至今仍影響着世人。
李寶嘉也遺有《芋香室印譜》、《南亭筆記》、《南亭四話》及多種書畫作品。其中《南亭笔记》有说著名思想家龚自珍的儿子龚橙是带领英法联军火烧圆明园的向导，但该说被指不正确，且与龚橙同时代的好友赵烈文等均未提及龚有任何不当以及卖国行为。

## 文物
李伯元故居。在1987年12月，市人民政府公佈其為常州市文物保護單位。